# Threose
Threose ist ein Monosaccharid aus der Gruppe der Tetrosen. Es gibt zwei Stereoisomere, die D-Threose und die L-Threose. Aufgrund der endständigen Aldehyd-Gruppe zählen sie zu den Aldosen. Der IUPAC-Name der D-Form ist (2S,3R)-2,3,4-Trihydroxybutanal. L-Threose [Synonym: (2R,3S)-2,3,4-Trihydroxybutanal] besitzt nur geringe Bedeutung. Wenn in diesem Text  oder in der wissenschaftlichen Literatur „Threose“ ohne weiteren Namenszusatz (Präfix) erwähnt wird, ist D-Threose gemeint. Die Erythrose ist ein Diastereomer der Threose.
Die stereochemische Konfiguration der Threose ist namensgebend für den Deskriptor threo-, der als halbsystematischer Namenszusatz genutzt wird, um ähnlich konfigurierte Moleküle zu kennzeichnen.

## Reaktionen
Bei der Oxidation von Threose, beispielsweise mit Salpetersäure, entsteht Weinsäure. Bei der Reduktion, zum Beispiel mit Natriumborhydrid, entsteht Threit.